# The Common Man's Collapse
The Common Man's Collapse es el segundo álbum de estudio de la banda estadounidense de metalcore Veil of Maya. El álbum fue producido por Michael Keene de The Faceless y fue lanzado a través de Sumerian Records el 1 de abril de 2008.
Las canciones "Entry Level Exit Wounds" y "Sever the Voices" fueron regrabadas del primer álbum All Things Set Aside (2006). Es el primer álbum de la banda que incluye al vocalista Brandon Butler y el último al bajista Kris Higler. 

## Track listing
| N.º | Título                                        | Duración |  |
| 1.  | «Wounds» (intro)                              | 1:03     |  |
| 2.  | «Crawl Back»                                  | 4:02     |  |
| 3.  | «Mark the Lines»                              | 3:57     |  |
| 4.  | «It's Not Safe to Swim Today»                 | 2:43     |  |
| 5.  | «Entry Level Exit Wounds» (versión regrabada) | 2:51     |  |
| 6.  | «Pillars» (instrumental)                      | 2:09     |  |
| 7.  | «We Bow in Its Aura»                          | 3:47     |  |
| 8.  | «All Eyes Look Ahead»                         | 2:30     |  |
| 9.  | «Sever the Voices» (versión regrabada)        | 5:05     |  |
| 10. | «It's Torn Away»                              | 5:01     |  |

## Personal
Veil of Maya
- Brandon Butler - voz
- Marc Okubo – guitarra
- Kris Higler – bajo
- Sam Applebaum - batería